# Norte-Sierra
Norte-Sierra es uno de los diez distritos en que está dividida administrativamente la ciudad de Córdoba (España). Como su nombre indica, comprende la zona norte de la ciudad. Está delimitado al norte por la Av. de la Libertad, en el tramo comprendido entre la confluencia con la Av. del Gran Capitán y Llanos del Pretorio, al norte de Av. de Al Nasir y línea de ferrocarril hasta cruce con carretera de Badajoz; al oeste por ronda norte y límite urbano de Brillante; al este de límite urbano de brillante y patriarca hasta confluencia con canal de riego; al norte del canal de riego hasta confluencia con Av. del Brillante; al este de Av. del Brillante, en el tramo comprendido entre el canal de riego y cruce con Av. Gran Capitán, al este de Gran Capitán, en el tramo comprendido entre Av. del Brillante y Av. de la Libertad.

## Barrios
Está compuesto por 9 barrios:
- Valdeolleros
- Santa Rosa
- Asomadilla
- Cámping
- El Tablero
- El Patriarca
- El Brillante
- El Naranjo
- Huerta de San Rafael